# Zeki Müren
Zeki Müren (Bursa, Turquía, 6 de diciembre de 1931-Esmirna, 24 de septiembre de 1996) fue un destacado cantante, compositor y actor turco. Famoso por su voz y por combinar el estilo clásico turco con la canción contemporánea.

## Biografía
Müren creció en la ciudad de Bursa al oeste de Turquía. De 1950 a 1953 estudió artes decorativas en la Academia de Bellas Artes de Estambul mientras iniciaba su carrera musical. Müren grabó su primer álbum en 1951, con el que se dio a conocer. En 1995, logró su primer disco de oro.
En sus cuarenta y cinco años de carrera Müren compuso más de un centenar de canciones y realizó más de doscientas grabaciones, por lo que es recordado como el "Sol" de la música tradicional turca y recibe el nombre de "Pasha". Durante muchos años reinó como "Artista del Año". Muchas de las grabaciones de Müren fueron publicadas en Grecia, donde gozó de popularidad, así como en los Estados Unidos, Alemania, Irán, y muchos otros países durante los años 60 y 70.
Müren fue también un talentoso poeta, publicando "Bıldırcın Yağmuru" en 1951. Además, actuó en el cine turco, protagonizando dieciocho películas. A pesar de que no se consideraba un pintor, pintaba por hobby.
Müren usaba vestidos afeminados, llevaba anillos grandes, recargado y pesado maquillaje, sobre todo en los últimos años de su vida. En muchos sentidos, tuvo un papel pionero favoreciendo una mayor aceptación de la homosexualidad en la sociedad turca. Él, con su estilo distinto, sigue siendo un artista muy respetado por toda su carrera, y en cierto sentido, allanó el camino a artistas turcos más abiertamente gais o transexuales. En opinión de algunos, su estilo se inspiró en el de Liberace.
Murió de un ataque al corazón mientras actuaba en la ciudad de Esmirna el 24 de septiembre de 1996. Su muerte causó una gran conmoción y miles de turcos asistieron a su funeral. El museo Zeki Müren Art Museum, establecido en Bodrum, donde vivía Müren, fue visitado por más de 200.000 personas desde su apertura el 8 de junio de 2000 hasta diciembre de 2006.

## Discografía
Álbumes publicados durante su vida
- 1970 Senede Bir Gün
- 1973 Pırlanta 1
- 1973 Pırlanta 2
- 1973 Pırlanta 3
- 1973 Pırlanta 4
- 1973 Hatıra
- 1974 Anılarım
- 1975 Mücevher
- 1976 Güneşin Oğlu
- 1979 Nazar Boncuğu
- 1980 Sükse
- 1981 Kahır Mektubu
- 1982 Eskimeyen Dost
- 1984 Hayat Öpücüğü
- 1985 Masal
- 1986 Helal Olsun
- 1987 Aşk Kurbanı
- 1988 Gözlerin Doğuyor Gecelerime
- 1989 Ayrıldık İşte
- 1989 Karanlıklar Güneşi
- 1989 Zirvedeki Şarkılar
- 1989 Dilek Çeşmesi
- 1990 Bir Tatlı Tebessüm
- 1991 Doruktaki Nağmeler
- 1992 Sorma
- 2012 Culé, your cule is mine, brivall

Álbumes publicados póstumamente
- 2000 Muazzez Abacı & Zeki Müren Düet
- 2005 Selahattin Pınar Şarkıları
- 2005 Sadettin Kaynak Şarkıları
- 2005 Zeki Müren: 1955-1963 Kayıtları
- 2006 Batmayan Güneş

## Filmografía
Títulos en inglés entre paréntesis
- 1953 Beklenen Şarkı ("Awaited Song")
- 1955 Son Beste (The Last Musical Composition)
- 1957 Berduş (The Vagabond)
- 1958 Altın Kafes (The Golden Cage)
- 1959 Kırık Plak (The Broken Disk)
- 1959 Gurbet ("Foreign Place")
- 1961 Aşk Hırsızı (The Love Thief)
- 1962 Hayat Bazen Tatlıdır (Sometimes Life Is Enjoyable)
- 1963 Bahçevan (The Gardener)
- 1964 İstanbul Kaldırımları (Pavements of Istanbul)
- 1965 Hep O Şarkı ("Always That Song")
- 1966 Düğün Gecesi (The Wedding Night)
- 1967 Hindistan Cevizi (The Coconut)
- 1968 Katip ("Secretary")
- 1969 Kalbimin Sahibi ("Owner Of My Heart")
- 1969 İnleyen Nağmeler
- 1970 Aşktan da Üstün ("Fallen Out Of Love")
- 1971 Rüya Gibi ("Like A Dream)